# Codonopsis foetens
Codonopsis foetens är en klockväxtart som beskrevs av Joseph Dalton Hooker och Thomas Thomson. Codonopsis foetens ingår i släktet Codonopsis, och familjen klockväxter. Inga underarter finns listade i Catalogue of Life.